# Pterula gordius
Pterula gordius är en svampart som först beskrevs av Speg., och fick sitt nu gällande namn av Corner 1950. Pterula gordius ingår i släktet Pterula och familjen mattsvampar.   Inga underarter finns listade i Catalogue of Life.